# 幸福街道 (白城市)
幸福街道，是中华人民共和国吉林省白城市洮北区下辖的一个乡镇级行政单位。

## 行政区划
幸福街道下辖以下地区：
灯塔社区、军民社区、花园社区、光明社区和吉鹤苑社区。